# Jakub z Ramaty
Jakub z Ramaty – duchowny katolicki kościoła maronickiego, w latach 1141–1151 30. patriarcha tego kościoła - "maronicki patriarcha Antiochii i całego Wschodu".